# Процесс Блэнфорда — Знаека
Процесс Блэнфорда — Знаека — механизм извлечения энергии из вращающейся чёрной дыры, представленный Роджером Блэнфордом и Романом Знаеком в 1977 году. Это одно из лучших объяснений того, как работают квазары. Как и в процессе Пенроуза, эргосфера играет важную роль в процессе Бландфорда — Знаека. Чтобы извлечь энергию и угловой момент из чёрной дыры, электромагнитное поле вокруг дыры должно быть изменено магнитосферными токами. Для возбуждения таких токов, электрическое поле не должно быть экранировано. Следовательно, вакуумное поле, созданное в эргосфере удалёнными источниками, должно иметь неэкранированную компоненту. Наиболее предпочтительным способом обеспечения этого является каскад электрон-позитронных пар в сильном электрическом и радиационном поле. Поскольку эргосфера заставляет магнитосферу внутри неё вращаться, выходящий поток момента импульса приводит к извлечению энергии из чёрной дыры.
Процесс Блэнфорда — Знаека требует наличия аккреционного диска с сильным полоидальным магнитным полем вокруг вращающейся чёрной дыры. Магнитное поле извлекает энергию вращения, и мощность может быть оценена как плотность энергии при скорости света в области временного цилиндра:
{\displaystyle P=B^{2}\left({\frac {r}{r_{c}}}\right)^{4}r_{c}c={\frac {B^{2}r^{4}\omega ^{2}}{c}},}
где B — индукция магнитного поля, {\displaystyle r_{c}} — радиус Шварцшильда, и ω — угловая скорость.